# Ahuiateteo
Ahuiateteo (sau Macuiltochtli) (din limba nahuatl, macuilli - cinci și tochtli - iepure) este una din cele cinci divinități aztece și din alte tradiții mitologice central-mexicane pre-columbiene care, cunoscute colectiv sub denumirea Ahuiateteo, simbolizau excesul, supra-indulgența și pedepsele ce o însoțiteau și consecințele acestora.
Acest articol referitor la mitologia aztecă  este deocamdată un ciot. Puteți ajuta Wikipedia prin completarea sa!